# Кривата бука
Кривата бука, известна и като Кривото дърво, е вековно дърво бук на възраст над 400 години.
Според легендата Кривата бука на Копривщица я имало в периода още преди Възраждането.
През 2011 година дървото участва в надпреварата за представянето на България в международния конкурс „Европейско дърво на годината 2012“.

## Параметри
Височината му е 25 м, а обиколка на стъблото е 4,2 м – по него няма и една права вейка.

## Местолорожение
Природният феномен се намира непосредствено над пътя между градовете Копривщица и Стрелча, на границата на Софийска и Пазарджишка област, на мястото, където трасето напуска местността Сополивите камъни и започва спускане към тракийска резиденция „Смиловене“ в Стрелчанския проход.